# Arnoltice (Huzová)
Arnoltice (německy Arnsdorf) jsou malá vesnice, část obce Huzová v okrese Olomouc. Nachází se asi 4 km na severovýchod od Huzové a leží v katastrálním území Arnoltice u Huzové o rozloze 7,36 km2.

## Historie
První písemná zmínka o obci pochází z roku 1317. K Huzové byla do té doby samostatná obec připojena roku 1961.

## Obyvatelstvo
| Rok            | 1869 | 1880 | 1890 | 1900 | 1910 | 1921 | 1930 | 1950 | 1961 | 1970 | 1980 | 1991 | 2001 | 2011 | 2021 |
| -------------- | ---- | ---- | ---- | ---- | ---- | ---- | ---- | ---- | ---- | ---- | ---- | ---- | ---- | ---- | ---- |
| Počet obyvatel | 441  | 410  | 376  | 378  | 366  | 357  | 326  | 114  | 138  | 168  | 152  | 123  | 155  | 131  | 107  |
| Počet domů     | 66   | 66   | 66   | 78   | 78   | 79   | 76   | 78   | 35   | 30   | 19   | 14   | 38   | 39   | 39   |

## Pamětihodnosti
- Kamenný kříž s reliéfem Bolestné Panny Marie nad čp. 8 je od roku 2012 kulturní památkou č. 36759/8-40.[8][9] Tento kříž stál před Kostelem svaté Anny, který byl zbořen v letech 1983–1984 i s částmi hřbitova.[10][11]